# Єловиці (Хорватія)
Єловиці (хорв. Jelovice) — населений пункт у Хорватії, в Істрійській жупанії у складі громади Ланище.

## Населення
Населення за даними перепису 2011 року становило 17 осіб.
Динаміка чисельності населення поселення:

## Клімат
Середня річна температура становить 8,82 °C, середня максимальна – 21,17 °C, а середня мінімальна – -4,73 °C. Середня річна кількість опадів – 1639 мм.
| Клімат поселення                              | Клімат поселення | Клімат поселення | Клімат поселення | Клімат поселення | Клімат поселення | Клімат поселення | Клімат поселення | Клімат поселення | Клімат поселення | Клімат поселення | Клімат поселення | Клімат поселення | Клімат поселення |
| Показник                                      | Січ.             | Лют.             | Бер.             | Квіт.            | Трав.            | Черв.            | Лип.             | Серп.            | Вер.             | Жовт.            | Лист.            | Груд.            |                  |
| Середній максимум, °C                         | 6,14             | 6,43             | 8,76             | 12,72            | 16,96            | 20,57            | 20,71            | 21,17            | 17,23            | 12,76            | 7,48             | 4,81             |                  |
| Середня температура, °C                       | 0,71             | 1,00             | 3,33             | 7,28             | 11,52            | 15,13            | 17,83            | 18,32            | 14,35            | 9,89             | 4,59             | 1,91             |                  |
| Середній мінімум, °C                          | −4,73            | −4,43            | −2,1             | 1,84             | 6,09             | 9,70             | 14,96            | 15,43            | 11,49            | 7,01             | 1,72             | −0,95            |                  |
| Норма опадів, мм                              | 123              | 100              | 124              | 139              | 127              | 146              | 97               | 119              | 138              | 170              | 193              | 163              |                  |
| Середньомісячна швидкість вітру, м/с          | 2.26             | 2.52             | 2.66             | 2.64             | 2.40             | 2.29             | 2.14             | 2.14             | 2.15             | 2.38             | 2.43             | 2.41             |                  |
| Середньомісячна сонячна радіація, кДж/м²·день | 4515             | 7400             | 10540            | 14751            | 18727            | 20191            | 21284            | 18050            | 13610            | 8947             | 4880             | 3828             |                  |
| --------------------------------------------- | ---------------- | ---------------- | ---------------- | ---------------- | ---------------- | ---------------- | ---------------- | ---------------- | ---------------- | ---------------- | ---------------- | ---------------- | ---------------- |
| Джерело:                                      |                  |                  |                  |                  |                  |                  |                  |                  |                  |                  |                  |                  |                  |